# Avaholic
Avaholic é o sétimo álbum da cantora coreana Lee Jung Hyun criado três anos após o lançamento de seu último álbum na Coreia. O título do álbum refere-se ao nome em inglês da cantora, Ava. O videoclipe para a música "Crazy" foi filmado.

## Faixas
| N.º | Título       | Duração |  |
| 1.  | "Vogue Girl" | 3:31    |  |
| 2.  | "Crazy"      | 3:02    |  |
| 3.  | "Non Neggo"  | 3:34    |  |
| 4.  | "2Night"     | 3:33    |  |
| 5.  | "Miro I"     | 1:01    |  |
| 6.  | "Miro II"    | 3:38    |  |